# Perconia disco-approximata
Perconia disco-approximata là một loài bướm đêm trong họ Geometridae.